# Flexa
Eine Flexa (von lat. flectere „beugen“) ist ein Detail des psalmodierenden Singens im Gregorianischen Choral. Sie zeigt in einem dreiteiligen Psalmvers die Beugung nach dem ersten Halbvers an.

## Erklärung

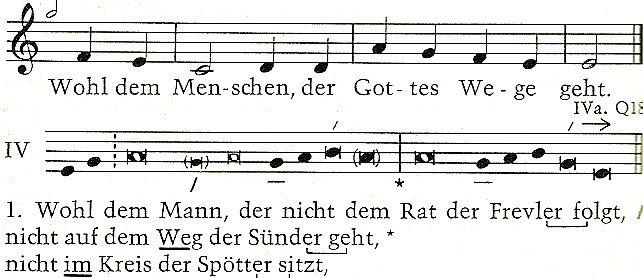
Antiphon und Psalmton (mit Flexa-Ton) aus dem Gotteslob (1975). Am Ende der ersten Zeile (...-ler folgt /) ist eine Flexa.

In einer Psalmodie wird ein sehr langer erster Halbvers durch einen Zwischenton unterhalb des Rezitationstones gesungen wird (sog. Flexa-Ton) in zwei Teile gegliedert. Die Teilung geschieht dem Sinn des Textes entsprechend. Ziel ist es, dass der Psalmsänger Gelegenheit hat, rechtzeitig Luft zu holen. 
Die Flexa wird durch ein † oder / oder auch + dargestellt.
Nach der Flexa wird jedoch keine kurze Pause eingelegt, wie bei dem Asteriskus der Fall wäre.
Wird der Psalm gesprochen gebetet, dient die Flexa ebenso dazu, kurz Atem zu holen.

## Beispiel
Psalm 91, Vers 7:

„Fallen auch tausend zu deiner Seite / dir zur Rechten zehnmal tausend, *
 so wird es doch dich nicht treffen.“